# Седельниково (Нижегородская область)
Седельниково — деревня в Володарском районе Нижегородской области. Входит в состав Ильинского сельсовета. Население 118 (2010) человек

## Общая физико-географическая характеристика
Географическое положение
По автомобильным дорогам расстояние до областного центра города Нижнего Новгорода составляет 73 км, до районного центра города Володарска — 14 км. Абсолютная высота 86 метров над уровнем моря.
Часовой пояс
Седельниково, как и вся Нижегородская область, находится в часовой зоне МСК (московское время). Смещение применяемого времени относительно UTC составляет +3:00.

## История
В «Списке населенных мест» Владимирской губернии по данным за 1859 год значится как владельческая деревня при колодце в 18 верстах от Гороховца. Относилась к первому стану Гороховецкого уезда. В деревне насчитывалось 20 дворов и проживало 102 человек (52 мужчины и 50 женщин).

## Население
| 1859 | 1905 | 1926 | 1999 | 2002 | 2010 |
| ---- | ---- | ---- | ---- | ---- | ---- |
| 102  | ↗251 | ↗327 | ↘20  | ↗47  | ↗118 |

Национальный состав
Согласно результатам переписи 2002 года, в национальной структуре населения русские составляли  100% из 47 человек.